# Список школ Кирова
В список школ Кирова включены образовательные учреждения высшего и высшего профессионального образования, находящиеся в пределах муниципального образования и имеющие действующую лицензию на образовательную деятельность. 
| Наименование | Кратко               | Прежние названия | Основано   | Расположение                                        |
| Лицеи | Лицеи                | Лицеи | Лицеи      | Лицеи                                               |
| --- | -------------------- | --- | ---------- | --------------------------------------------------- |
| Кировский физико-математический лицей | ФМЛ, Физмат          | СОШ № 35 | 1988       | ул. Труда, 16 сл. Макарье, ул. Школьная, 1          |
| Примечание: Занимает 1 место в рейтинге лучших школ Кировской области, согласно RAEX. Занимает 36 место в рейтинге лучших школ России, согласно RAEX.                                                                                            |                      | |            |                                                     |
| Кировский экономико-правовой лицей | КЭПЛ                 | СОШ № 24 | 1992       | ул. Казанская, 43 ул. Свободы, 53а                  |
| Примечание: Занимает 3 место в рейтинге лучших школ Кировской области, согласно RAEX |                      | |            |                                                     |
| Лицей естественных наук | КЛЕН, ЛЕН            | Химико-биологический лицей | 1989       | ул. Возрождения, 6 ул. Возрождения, 6а              |
| Примечание: Занимает 4 место в рейтинге лучших школ Кировской области, согласно RAEX |                      | |            |                                                     |
| Лицей № 21 | Лицей № 21           | СОШ № 21 | 1976       | ул. Воровского, 133а                                |
| Примечание: Занимает 5 место в рейтинге лучших школ Кировской области, согласно RAEX |                      | |            |                                                     |
| Лицей информационных технологий № 28 | ЛИнТех № 28          | Земская неполная школа, 2-е реальное училище, Советская школа 2-й ступени им. Октябрьской революции, Вятская (Кировская) образцовая средняя школа № 9 им. Октябрьской революции, ЖСШ № 9, ЖСШ № 28, Школа-гимназия № 28, СОШ с УИОП им. Октябрьской революции № 28 | 1917       | ул. Ленина, 52 ул. Горбуновой, 13                   |
| Примечание: Занимает 6 место в рейтинге лучших школ Кировской области, согласно RAEX |                      | |            |                                                     |
| Вятский технический лицей | ВТЛ                  | | 1992       | ул. Ивана Попова, 37, ул. Ивана Попова, 33          |
| Лицей инновационного образования ВятГУ | ЛИО                  | | 2013       | ул. Карла Маркса, 77                                |
| Художественно-технологический лицей | ХТЛ                  | СОШ № 36 | 2007       | ул. Ленинградская, 3                                |
| Инженерно-железнодорожный лицей | ИЖЛ                  | Основная общеобразовательная школа №39, СОШ № 39 | 1957       | ул. 4-й Пятилетки, 40а ул. Харьковская, 6           |
| Гимназии |                      | |            |                                                     |
| Вятская гуманитарная гимназия с углублённым изучением английского языка | ВГГ                  | Вятское частное восьмиклассное коммерческое училище, СТШ 1-й и 2-й ступени им. М. Е. Салтыкова-Щедрина, Опытная школа при ВПЭТ, СОШ № 6 им. Л. Б. Красина, СОШ № 10, СОШ № 29                                                                                      | 1908       | ул. Свободы, 76 ул. Милицейская, 28а ул. МОПРа, 55а |
| Примечание: Занимает 2 место в рейтинге лучших школ Кировской области, согласно RAEX. Занимает 200 место в рейтинге лучших школ России, согласно RAEX.                                                                                           |                      | |            |                                                     |
| Гимназия № 46 | Гимназия № 46        | СОШ № 46 | 1963       | ул. Ломоносова, 29Б                                 |
| Вятская православная гимназия во имя преподобного Трифона Вятского | ВПГ                  | | 1998       | Московская, 35 / Карла Маркса, 64                   |
| Гимназия имени А. Грина | Гимназия им. Грина   | СОШ № 3 | 1980       | ул. Физкультурников, 15                             |
| Лингвистическая гимназия | ЛГ №1                | СОШ № 43 | 1950       | ул. Уральская, 9                                    |
| Школы |                      | |            |                                                     |
| Основная общеобразовательная школа № 1 | ООШ № 1              | Порошинская средняя школа, СОШ №1 | 1951       | с. Порошино, ул. Бассейная, 1                       |
| Средняя общеобразовательная школа № 2 | СОШ № 2              | | 1971       | ул. Мира, 34                                        |
| Средняя общеобразовательная школа № 4 | СОШ № 4              | Красногорская школа | 1932       | п. Садаковский, ул. Московская, 1                   |
| Средняя общеобразовательная школа № 5 | СОШ № 5              | | 1983       | п. Костино, ул. Парковая, 19                        |
| Основная общеобразовательная школа № 7 | ООШ № 7              | Шалаевская восьмилетняя школа №7, СОШ № 7 | 1982       | п. Дороничи, ул. Мира, 1                            |
| Средняя общеобразовательная школа № 8 | СОШ № 8              | | 1986       | ул. Солнечная, 21                                   |
| Средняя общеобразовательная школа с углубленным изучением отдельных предметов № 9 | СОШ с УИОП № 9       | | 1986       | ул. 60 лет Комсомола, 4                             |
| Средняя общеобразовательная школа с углубленным изучением отдельных предметов № 10 им. К. Э. Циолковского | СОШ с УИОП № 10      | | 1938       | ул. Розы Люксембург, 57                             |
| Средняя общеобразовательная школа № 11 | СОШ № 11             | | 2017       | ул. Современная, 6                                  |
| Средняя общеобразовательная школа № 14 | СОШ № 14             | СШ №22, МСШ № 2 | 1938       | ул. Труда, 67а                                      |
| Средняя общеобразовательная школа № 16 | СОШ № 16             | |            | ул. Воровского, 16а                                 |
| Средняя общеобразовательная школа № 18 | СОШ № 18             | | 1960       | ул. Свердлова, 21                                   |
| Основная общеобразовательная школа № 19 | ООШ № 19             | |            | д. Малая Субботиха, ул. Центральная, 20             |
| Средняя общеобразовательная школа № 20 | СОШ № 20             | |            | ул. Милицейская, 50                                 |
| Средняя общеобразовательная школа № 22 | СОШ № 22             | Женское училище первого разряда, Вятская Мариинская женская гимназия, Школа №3 имени Макса Гельца, Первая женская школа, СЖШ №22 им. Веры Васильевны Зубаревой | 1859       | ул. Горбуновой, 13 ул. Московская, 35               |
| Основная общеобразовательная школа № 24 | ООШ № 24             | СОШ № 24 |            | ул. МОПРа, 19в                                      |
| Основная общеобразовательная школа № 25 | СОШ № 25             | | 2019       | ул. Мостовицкая, 2                                  |
| Средняя общеобразовательная школа с углубленным изучением предметов №26 | МБОУ СОШ № 26        | | 2017       | ул Энтузиастов 25                                   |
| Средняя общеобразовательная школа с углубленным изучением отдельных предметов № 27 | СОШ с УИОП № 27      | | 1989       | ул. Космонавта Владислава Волкова, 6                |
| Средняя общеобразовательная школа с углубленным изучением отдельных предметов № 30 | СОШ с УИОП № 30      | СОШ № 30 | 1975       | ул. Горького, 51а                                   |
| Средняя общеобразовательная школа № 31 | СОШ № 31             | | 1963       | ул. Некрасова, 20                                   |
| Средняя общеобразовательная школа № 32 | СОШ № 32             | СОШ с УИОП № 32 | 1943       | ул. Красина, 49                                     |
| Основная общеобразовательная школа № 33 | ООШ № 33             | СОШ № 33 | 1946       | ул. Павла Корчагина, 66                             |
| Средняя общеобразовательная школа № 34 | СОШ № 34             | |            | ул. Красный химик, 2 к3                             |
| Средняя общеобразовательная школа с углубленным изучением отдельных предметов № 37 | МОАУ СОШ с УИОП № 37 | СОШ № 37 | 1959       | Октябрьский пр-т, 129                               |
| Средняя общеобразовательная школа № 40 | СОШ № 40             | НШ № 40, СШ № 40 | 1946, 1957 | ул. Красина, 41                                     |
| Средняя общеобразовательная школа № 42 | СОШ № 42             | | 1991       | ул. Кольцова, 9                                     |
| Средняя общеобразовательная школа № 45 им А. П. Гайдара | СОШ № 45 им. Гайдара | | 1955       | ул. Гайдара, 5                                      |
| Средняя общеобразовательная школа с углубленным изучением отдельных предметов № 47 | СОШ с УИОП № 47      | | 1990       | ул. Андрея Упита, 9                                 |
| Средняя общеобразовательная школа с углубленным изучением отдельных предметов № 48 | СОШ с УИОП № 48      | |            | Октябрьский пр-т, 36                                |
| Средняя общеобразовательная школа с углубленным изучением отдельных предметов № 51 | СОШ с УИОП № 51      | | 1967       | ул. Калинина, 53                                    |
| Средняя общеобразовательная школа с углубленным изучением отдельных предметов № 52 | СОШ с УИОП № 52      | СОШ № 52 | 1987       | пр-т Строителей, 44                                 |
| Средняя общеобразовательная школа № 53 | СОШ № 53             | | 1970       | ул. Шинников, 33а                                   |
| Средняя общеобразовательная школа № 54 | СОШ № 54             | | 1975       | ул. Сормовская, 38                                  |
| Средняя общеобразовательная школа № 55 | СОШ № 55             | Школа с углубленным изучением биологии и химии, Школа-химико-биологический лицей, Химико-биологический лицей |            | п. Ганино, пер. Школьный, 18                        |
| Средняя общеобразовательная школа № 56 | СОШ № 56             | | 1964       | Октябрьский пр-т, 21                                |
| Средняя общеобразовательная школа № 57 | СОШ № 57             | | 1965       | ул. Горького, 37                                    |
| Средняя общеобразовательная школа с углубленным изучением отдельных предметов № 58 | СОШ с УИОП № 58      | | 1966       | ул. Милицейская, 67                                 |
| Средняя общеобразовательная школа № 59 | СОШ № 59             | | 1971       | ул. Некрасова, 57                                   |
| Средняя общеобразовательная школа с углубленным изучением отдельных предметов № 60 | СОШ с УИОП № 60      | | 1978       | ул. Воровского, 153                                 |
| Средняя общеобразовательная школа с углубленным изучением отдельных предметов № 61 | СОШ с УИОП № 61      | Одноклассная школа 1 ступени при лесопильном национализированном заводе, Фабрично-заводская семилетка, Лесозаводская школа № 19, СШ № 1 г. Нововятска, СОШ № 61 |            | Нововятский р-н, ул. Ленина, 14                     |
| Средняя общеобразовательная школа с углубленным изучением отдельных предметов № 62 им. А. Я. Опарина | СОШ с УИОП № 62      | СШ № 2 г. Нововятска |            | Нововятский р-н, ул. Советская, 48                  |
| Средняя общеобразовательная школа с углубленным изучением отдельных предметов № 65 | СОШ с УИОП № 65      | СШ № 5 г. Нововятска, СОШ № 65 | 1980       | Нововятский р-н, ул. Советская, 170                 |
| Средняя общеобразовательная школа с углубленным изучением отдельных предметов № 66 | СОШ с УИОП № 66      | СОШ № 66 | 1991       | Нововятский р-н, ул. Опарина, 14                    |
| Основная общеобразовательная школа № 68 | ООШ № 68             | Бахтинская средняя школа, СОШ № 68 |            | с. Бахта, ул. Юбилейная, 14                         |
| Основная общеобразовательная школа № 69 | ООШ № 69             | Русская средняя школа, СОШ № 69 | 1977       | с. Русское, ул. Новая, 16                           |
| Средняя общеобразовательная школа № 70 | СОШ № 70             | Школа-интернат №2 | 1963       | ул. Ленина, 158а                                    |
| Средняя общеобразовательная школа № 71 | СОШ № 71             | СОШ №1 п. Лянгасово | 1963       | мкр. Лянгасово, ул. Комсомольская, 49               |
| Средняя общеобразовательная школа № 73 | СОШ № 73             | Средняя школа продлённого дня № 26 ст. Лянгасово ГЖД | 1938       | мкр. Лянгасово, ул. Ленина, 16                      |
| Средняя общеобразовательная школа с углубленным изучением отдельных предметов № 74 | СОШ с УИОП № 74      | Радужнинская средняя школа | 1983       | мкр. Радужный, пер. Школьный, дом 4                 |
| Частные |                      | |            |                                                     |
| Аэлита | Аэлита               | | 1995       | ул. Риммы Юровской, 11                              |
| Наша школа | Наша школа           | |            | ул. Гайдара, 7                                      |
| Классическая гимназия «Престиж» | Престиж              | | 1992       | ул. Дерендяева, 112                                 |
| Петербургский лицей | Петербургский лицей  | | 2007       | ул. Володарского, 114Б                              |
| Специальные |                      | |            |                                                     |
| Муниципальное общеобразовательное учреждение для детей-сирот и детей, оставшихся без попечения родителей, детский дом — школа |                      | |            | п. Макарье                                          |
| Муниципальное специальное (коррекционное) образовательное учреждение для обучающихся, воспитанников с отклонениями в развитии специальная (коррекционная) общеобразовательная школа VIII вида № 13                                               |                      | |            |                                                     |
| Муниципальное специальное (коррекционное) образовательное учреждение для обучающихся, воспитанников с отклонениями в развитии специальная (коррекционная) общеобразовательная школа VIII вида № 44                                               |                      | |            |                                                     |
| Муниципальное общеобразовательное учреждение специальная (коррекционная) общеобразовательная школа VIII вида № 50 |                      | |            |                                                     |
| Муниципальное специальное (коррекционное) образовательное учреждение для обучающихся, воспитанников с отклонениями в развитии специальная (коррекционная) общеобразовательная школа VIII вида № 67                                               |                      | |            | Нововятск                                           |
| Центр образования № 1 |                      | |            |                                                     |
| Вечерняя (сменная) общеобразовательная школа № 7 |                      | |            | мкр Филармония                                      |
| Муниципальное общеобразовательное учреждение для детей дошкольного и младшего школьного возраста начальная школа - детский сад № 35 «Ступени» |                      | |            |                                                     |
| Муниципальное общеобразовательное учреждение для детей дошкольного и младшего школьного возраста начальная школа -детский сад № 5 «Хрусталик» |                      | |            |                                                     |
| Муниципальное специальное (коррекционное) образовательное учреждение для обучающихся, воспитанников с отклонениями в развитии специальная (коррекционная) школа-интернат VII вида для детей сирот и детей, оставшихся без попечения родителей №1 |                      | |            | Нововятск                                           |
| Муниципальное специальное (коррекционное) образовательное учреждение для обучающихся, воспитанников с отклонениями в развитии специальная (коррекционная) школа-интернат VII вида № 3                                                            |                      | |            | мкр. ОЦМ                                            |
| Школа-интернат для детей сирот и детей, оставшихся без попечения родителей № 6 |                      | |            | п. Новый                                            |
| Муниципальное образовательное учреждение для детей-сирот и детей, оставшихся без попечения родителей, специальный (коррекционный) детский дом для детей с отклонениями в развитии №1                                                             |                      | |            | Сл. Заречная                                        |
| Межшкольный учебный комбинат № 1 Октябрьского района | МУК № 1              | |            | мкр. ОЦМ                                            |
| Межшкольный учебный комбинат № 3 Ленинского района | МУК № 3              | |            |                                                     |
| Межшкольный учебный комбинат № 4 Первомайского района | МУК № 4              | |            |                                                     |